# Ulrich Beier
Ulrich Beier (* 17. August 1928 in Flensburg; † 7. Juni 1981 in Reinbek bei Hamburg) war ein norddeutscher Bildhauer, der in seiner Region Schleswig-Holstein und Hamburg eine beachtliche Reputation genoss.
Aufgewachsen in Flensburg, war Ulrich Beier der Bruder des Historikers Gerhard Beier (1937–2000) und machte in dieser Grenzstadt 1945–1948 eine Holzbildhauerlehre bei Christian Brodersen. Die Ausbildung setzte er durch ein Bildhauerstudium von 1948 bis 1952 in den Werkstätten des Hamburger Baukreises bei dem Maillol-Schüler Richard Steffen (1903–1964) fort. 1952 erhielt er ein Ernst-Preczang-Stipendium in Luzern. Bis 1958 arbeitete er als Assistent bei seinem ehemaligen Dozenten Richard Steffen und gleichzeitig schon als freischaffender Bildhauer in Hamburg.
Ab 1962 war Ulrich Beier Mitglied der Gruppe 56 in Schleswig-Holstein. In den Jahren 1976/77 führte ihn ein Arbeitsaufenthalt in die USA. Ulrich Beier war Mitglied im Bundesverband Bildender Künstlerinnen und Künstler (BBK).

## Ausstellungen (Auswahl)

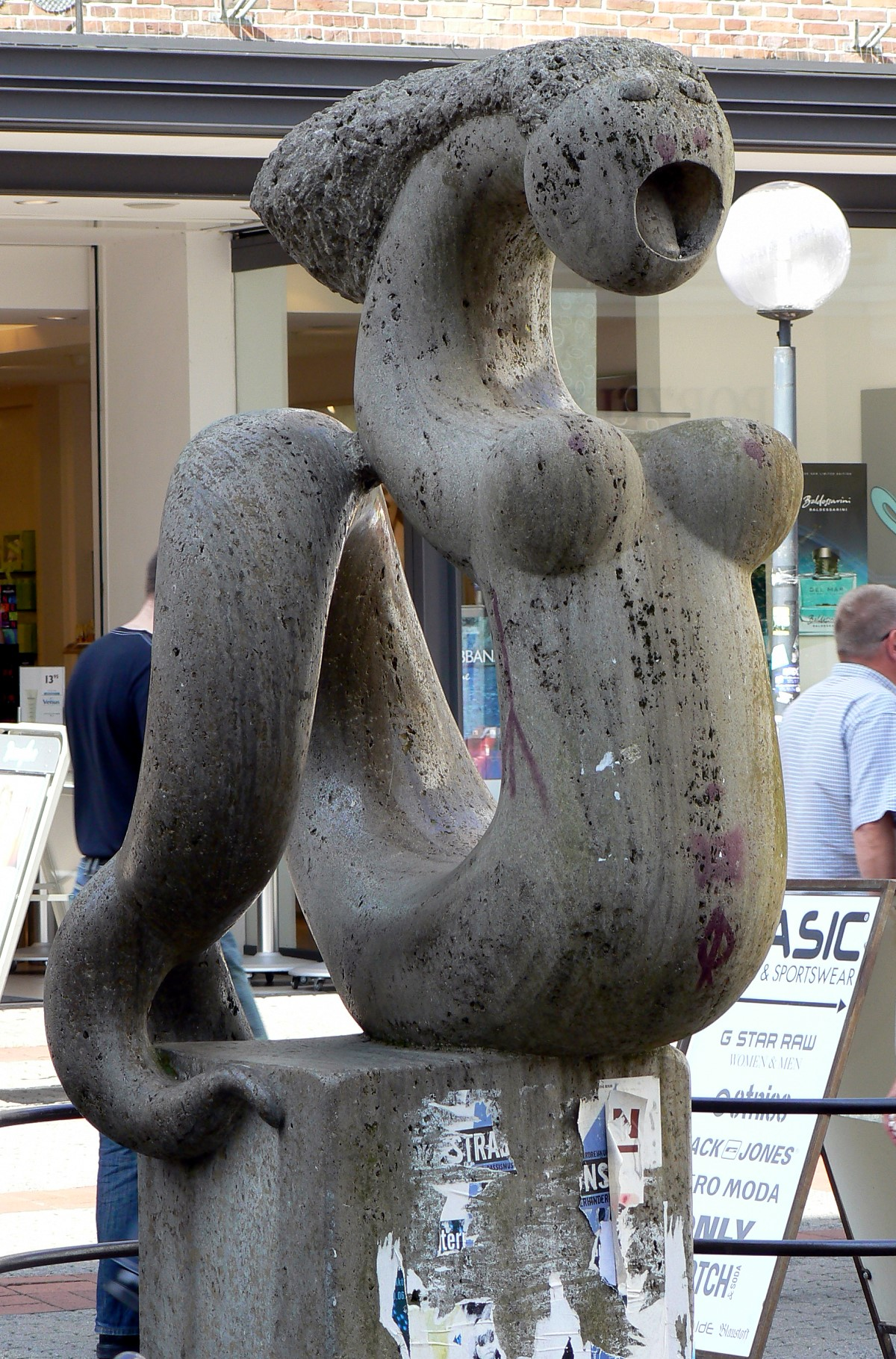
Brunnen-Skulptur Holm-Nixe in Flensburg

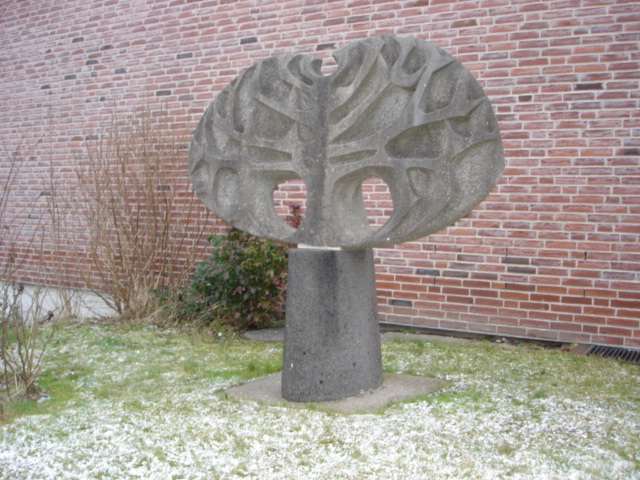
Baum-Blatt-Motiv, Fridtjof-Nansen-Schule in Flensburg

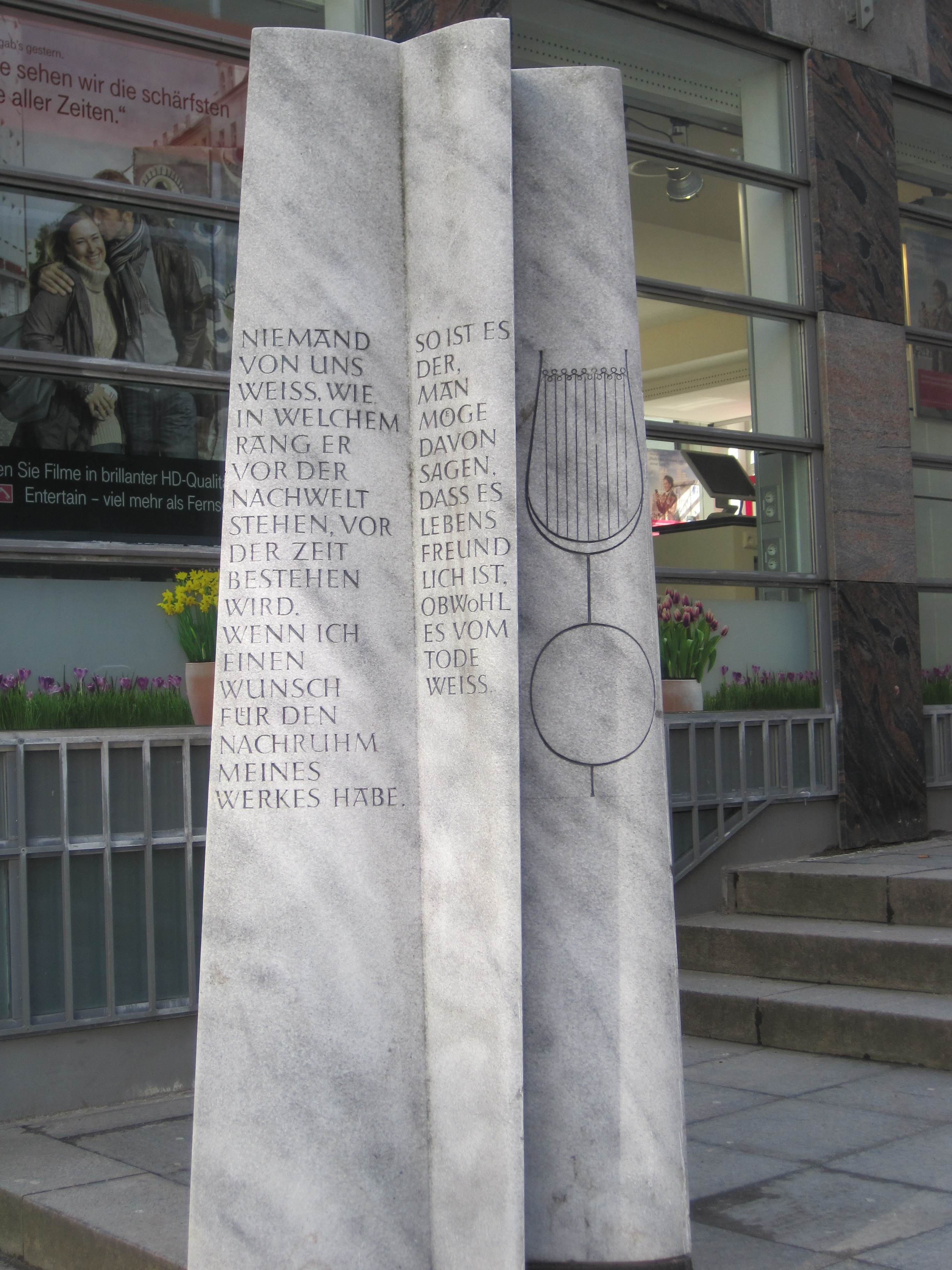
Thomas-Mann-Gedenkstein in Lübeck

Bei den mit »E« gekennzeichneten Ausstellungen handelt es sich um Einzelausstellungen.
- 1962 Kunstverein Flensburg mit Peter Kleinschmidt;E Gruppenausstellungen in Frankreich und Dänemark
- 1970 Palais des Arts, Brest, Frankreich
- 1971 Kieler Schloss;E  „Galerie in Flottbek“, HamburgE
- 1972 Villa Hammerschmidt, BonnE
- 1973 Zeitgenössische Kunst, Beethovenhalle, Bonn
- 1976 Kunstkreis HamelnE
- 1982 Provinzial-Versicherung, Kiel;E Städtisches Museum FlensburgE
- 1992 Kunsthalle zu Kiel;E Schloss ReinbekE

## Preise und Ehrungen
- 1978 Preis für Kunst und Kultur auf der Construkta
- 1979 Erster Preis beim internationalen Wettbewerb Kunst auf der Zeil in Frankfurt am Main
- 1980 Preis „Kunst und Architektur“ für die Arbeit Bodensonnenuhr mit dreiteiliger Gnomongruppe in Lübeck

## Werke (Auswahl)
Zahlreiche seiner Skulpturen und Objekte realisierte Beier im Rahmen von Kunst am Bau.
- 1958 Vogel (Bronze), WV 16, Standort: Skulpturenpark Nortorf[3]
- 1960 Grabmal für Fritz Kronenberg. Standort: Ohlsdorfer Friedhof in Hamburg, WV 17[4]

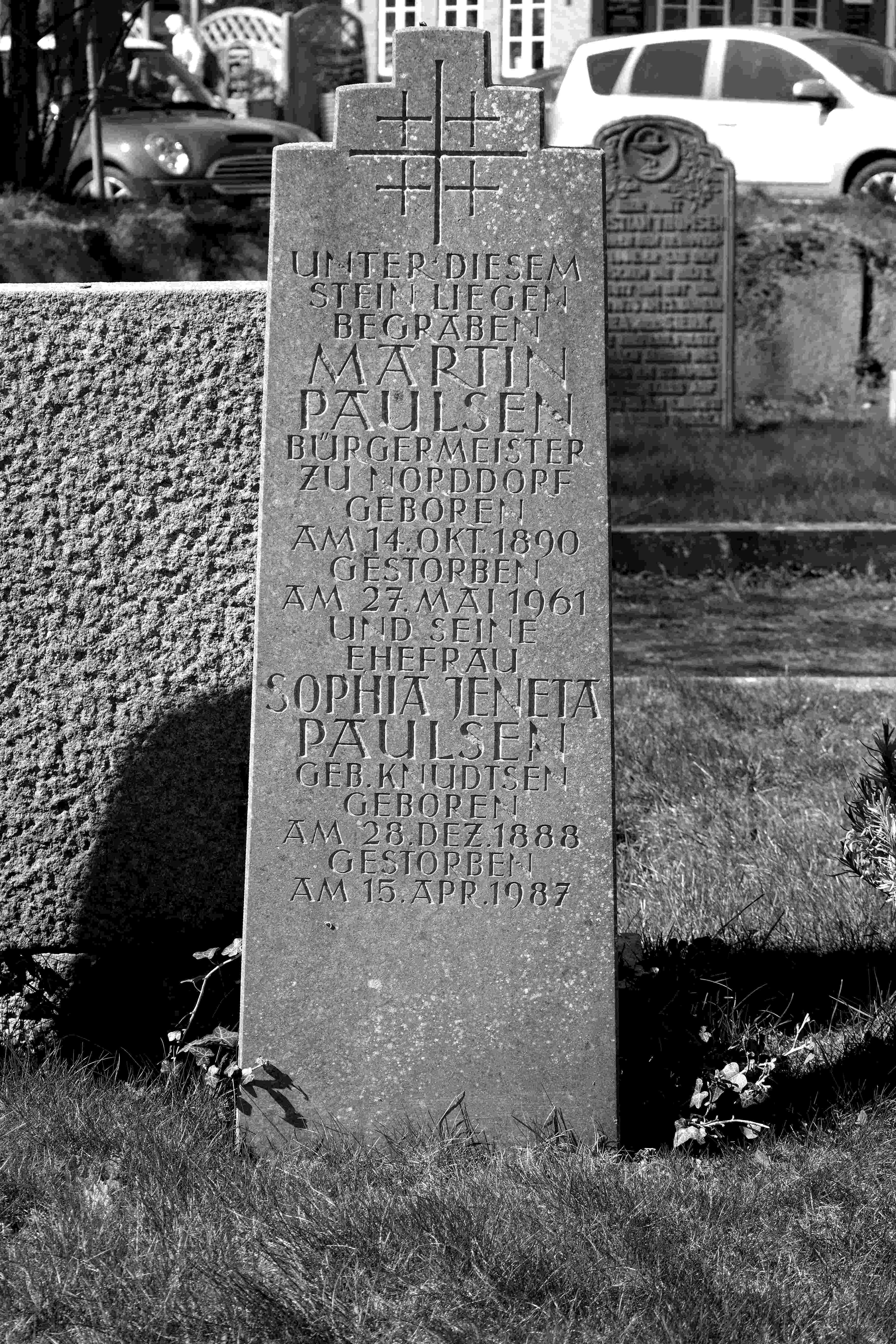
Grabstein Martin Paulsen, Nebel (Amrum)

- 1961 Grabmal für Martin Paulsen. Standort: alter Friedhof in Nebel auf Amrum[5]
- 1963 Baum-Blatt-Motiv (Kirchheimer Muschelkalk auf Basaltsockel) für das Fördegymnasium Flensburg. Heutiger Standort: Fridtjof-Nansen-Schule, eine Integrierte Gesamtschule in Flensburg
- 1964 Triade, Bronze. Vom Norddeutschen Rundfunk erworben für das Funkhaus Hamburg
- 1964–66 Fünf Wasserspeier (Bronze), Standort: Schlosshof Kiel[6]
- 1970 Flügelform (Bronze), WV 114, Gymnasium Harksheide, Falkenbergstraße 25, Norderstedt[7]
- 1972 Skulpturengruppe Lichtbäume (Aluminium), WV 122, für das Landesarbeitsamt Schleswig-Holstein, jetzt: Bundesagentur für Arbeit, Projensdorfer Straße 82 in Kiel[8]
- 1972 Herme (Kristallmarmor), WV 117, Standort: Skulpturenpark der Führungsakademie der Bundeswehr, Hamburg
- 1973 Bundespräsident Gustav Heinemann übergibt Papst Paul VI. die Skulptur Doppelgesichtiger Steinkopf als Staatsgeschenk, WV 98
- 1973 Denkmal für Felix Graf von Luckner (Leichtmetall/Stahl), WV 131, Standort: Hindenburgufer, Kiel,[9]
- 1973 Brunnenanlage auf dem Schulhof der Grundschule Karavellenstraße in Lübeck-Buntekuh[10]
- 1974 Große Harpyie (Arabescato Marmor), WV 134, Standort: Führungsakademie der Bundeswehr, Hamburg
- 1974 Figurengruppe Wandlung zweier Steinvasen (Astir Marmor), WV 135, Standort: Park des Schloss Bellevue, Berlin
- 1974 Skulpturengruppe Sonne, Mond und kleine Wolke (Aluminium), WV 139, Standort: Kappeln-Ellenberg, 2008 abgebaut und eingelagert, inzwischen verschwunden[11]
- 1975 Thomas-Mann-Gedenkstein (Cristallino Marmor auf Basalt), WV 141, Standort: Breite Straße in Lübeck[12]
- 1977 Große begehbare Sonnenuhr Salute to the South, Rostfreier Stahl auf Georgia Marmor. Standort: Fine Arts Museum of the South in Mobile (Alabama), USA, als Geschenk der Degussa an die Stadt Mobile
- 1977 Skulptur mit Brunnen Holm-Nixe. Standort: Flensburg[13]
- 1977 drei Sonnenuhren-Skulpturen (Mittagsuhr, wahre Ortszeit, Mitteleuropäische Zeit). Standort: Schulzentrum Lübeck-Kücknitz, ausgezeichnet mit dem Junior-Baupreis Kunst und Architektur im Jahr 1980[14]
- 1977 Sonnenuhr. Standort: Helios Klinik (vor dem Altbau von 1820), Schleswig[15]
- 1978 Montage der Skulptur: Gruß an die Milchstraße an der Bundesanstalt für Milchforschung (BAfM), jetzt: Max Rubner-Institut (MRI), Kiel[16]
- 1978 Wassertreppe für das Krankenhaus St.-Adolf-Stift in Reinbek bei Hamburg. Auf der Construkta mit dem Preis für Kunst und Kultur ausgezeichnet
- 1980/81 Skulpturengruppe Wind-Feuer-Wasser (Marmor), Standort: Provinzial-Versicherung, Kiel, Sophienblatt 33. Die Skulpturengruppe wurde von Hans Kock nach dem Tod von Ulrich Beier zu Ende geführt.[17]